# Azuriz Futebol Clube
El Azuriz Futebol Clube es un equipo de fútbol de Brasil que juega en el campeonato Brasileño de Serie D, la cuarta división nacional; y en el Campeonato Paranaense, la primera división del estado de Paraná.

## Historia
Fue fundado en febrero de 2018 en el municipio de Marmeleiro del estado de Paraná originalmente como un equipo enfocado en categorías menores, el Azuriz pudo registrarse en 2019 por las regulaciones que existen en la Federação Paranaense de Futebol. Terminaron en cuarto lugar de la tercera división del Campeonato Paranaense, pero lograron el ascenso a la segunda categoría luego de que el Arapongas y Foz do Iguaçu decidieron no jugar en el año 2020.
El 2 de diciembre de 2020 el Azuriz ganó el campeonato de segunda división al vencer al Maringá, y así lograr el ascenso al Campeonato Paranaense.
En 2021 termina en quinto lugar del Campeonato Paranaense, lo que le da la clasificación al Campeonato Brasileño de Serie D y a la Copa de Brasil por primera vez en su historia. En su debut en la Copa de Brasil de 2022, afrontó la primera ronda ante Botafogo de Ribeirão Preto, al cual vencería por 1-0. En segunda ronda se enfrentó a otro equipo del estado de São Paulo, al Mirassol, al cual venció 1-0, logrando una clasificación histórica a tercera ronda. En esta instancia se enfrentó a Bahia, en el partido de ida jugado en Salvador igualaron 0-0, mientras que en el partido de vuelta jugado en Pato Branco igualaron 1-1, con lo cual se fueron a tanda de penales, donde perderían por 3-4. En su debut en la Serie D, fue ubicado en el grupo 8, donde terminaría en cuarta posición de ocho equipos, avanzando así a la siguiente fase. En segunda fase cayó eliminado ante São Bernardo tras perder 1-3 en el marcador global.

## Palmarés
- Campeonato Paranaense de Segunda Divisão (1): 2020